# Síndrome de Rebeca

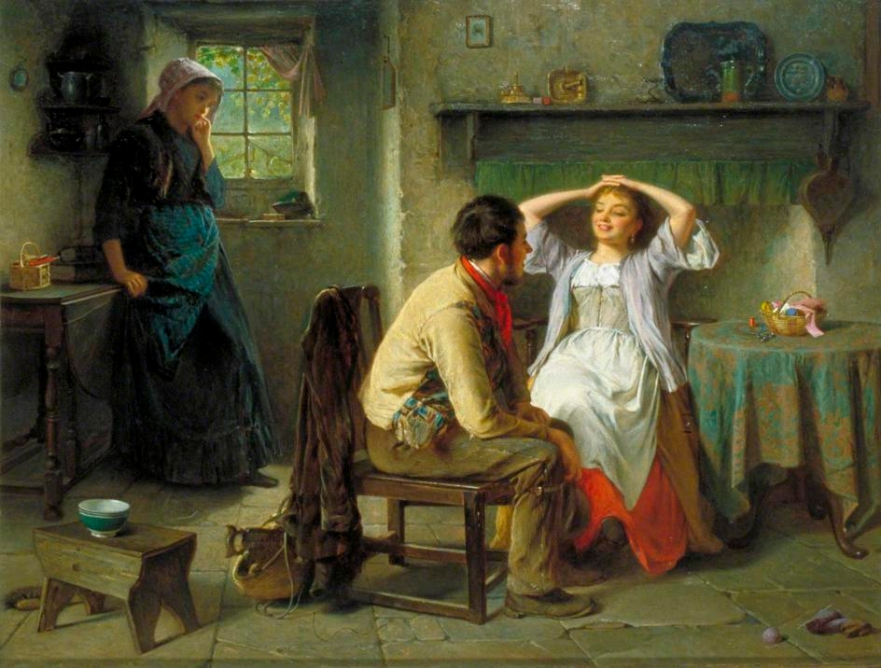
Representação artística de uma pessoa que sofre da Síndrome de Rebeca, a atual namorada observa de forma imaginária o namorado interagindo com uma ex namorada, causando dor e sofrimento. Esta imagem sintetiza o sentimento de um ciumento retrospectivo.

Síndrome de Rebeca ou ciúme retroativo, também chamado de ciúme retrospectivo, é um tipo de ciúme crônico e severo, onde o indivíduo sente ciúmes do passado do seu parceiro amoroso. Este tipo de ciúme está relacionado com a falta de confiança no outro em pensar que o seu passado continua vivo e criando uma possível ameaça de traições no momento presente ou comparações negativas com ex parceiros da relação atual. Quando se torna exagerado pode tornar-se patológico e transformar-se em uma obsessão, causando raiva, ressentimentos, ansiedade e depressão. O termo Síndrome de Rebeca tem origem no filme Rebecca de Alfred Hitchcock, de 1940, onde uma mulher se casa com um homem viúvo e vão morar juntos na mesma casa onde morou com a sua ex falecida, mas o fantasma da ex continua vivo e atormentando a atual esposa. Mais tarde o assunto se tornaria um livro, Síndrome de Rebeca, um guia para exorcizar fantasmas amorosos, de Carmem Posadas.

## Definições
Diferente do ciúme comum, o ciúme retroativo, como o próprio nome sugere, o foco está no passado, na anterior relação sentimental. O ex aparece como um fantasma na vida do casal, interferindo no equilíbrio da relação e provocando conflitos, muitas vezes, difíceis de resolver. O ciúme retroativo também é conhecido como Síndrome de Rebecca, nome de um filme do cineasta britânico Alfred Hitchcock, que por sua vez foi inspirado no romance da escritora Daphne du Maurier. Nele, uma mulher casa com um viúvo rico, e vai viver na casa em que ele morava com a sua primeira mulher. O fantasma dessa primeira paixão assombra a vida do casal. Trata-se da representação "perfeita" desse problema.
A condição ou situação de características patológicas que se caracteriza a síndrome é a existência de um alto nível de ciúme de um dos componentes do casal em relação aos parceiros anteriores ou sexuais do seu cônjuge ou parceiro atual, é uma síndrome que goza de certa popularidade e se baseia em ciúmes retrospectivos (ou seja, ciúmes direcionados a uma pessoa ou a um tipo de relacionamento do passado), embora não seja um distúrbio coletado pelos principais manuais de classificação diagnóstica, é uma situação patológica quando se torna uma questão recorrente e obsessiva, mesmo que haja uma verdadeira razão para a existência dele.
Às vezes, a Síndrome de Rebecca pode levar à existência de comportamento perseguidor em relação ao ex-parceiro ou à tentativa de controlar todas as interações sociais do parceiro sentimental atual, sendo habitual que isso gere sérios conflitos no relacionamento atual ou desequilíbrios nas relações de poder. Também pode acontecer que a pessoa afetada tente ser extremamente complacente ou superior ao ex-parceiro, exercendo uma espécie de competição unilateral para provar que é melhor que os exs e que também pode ser aversiva ao parceiro sentimental e afetar seriamente a auto-estima de ambos. Essa condição é agravada se o relacionamento anterior do casal for visto ou lembrado (pelo casal ou pelo ambiente) de uma maneira extremamente positiva, como alguém virtuoso, jovem de mais, atraente, sensual, apaixonado ou inteligente, principalmente se essas qualidades não forem presentes na pessoa atual. A pessoa que tem Síndrome de Rebeca não precisa ser um casal recente, pode ser o primeiro amor do parceiro sentimental, apenas um ficante ou até mesmo ser uma pessoa já falecida.

## Causas
As causas dessa síndrome não são especificamente conhecidas, sendo de certa forma multicausais, embora esse tipo de celotipagem esteja geralmente associado à presença de insegurança no casal e baixa auto-estima e autoconceito da pessoa afetada. A pessoa ciumenta retrospectiva pode achar que o anterior é superior a ele, querendo competir e superar sua memória, ou que nunca teve o mesmo tipo de relacionamento ou experiências que os anteriores.
Da mesma forma, também pode ser propiciado em relacionamentos em que o casal ou seu ambiente costuma lembrar o ex-parceiro em questão, ou mesmo naqueles em que uma comparação direta entre seus relacionamentos é realmente exercida. Também pode ser facilitado quando a pessoa descobre que tem exatamente a mesma personalidade e/ou padrão físico do ex-parceiro, podendo sentir um substituto em vez de ser valorizado por si só. Conversas recorrentes sobre o ex, tentando averiguar todos os detalhes da relação anterior; comparações constantes para descobrir em que está sendo pior; insistência para falar sobre a vida sexual que tinha com ele(a), e também para conhecer a opinião dos amigos e família. Em pouco tempo, a vida de casal se converte em um trio ou mais, no qual as sombras dos parceiros(as) anteriores estão sempre presentes. Uma convivência assim está longe de ser saudável e equilibrada. A pessoa perde mais tempo tentando reproduzir uma relação que já não existe, do que viver e descobrir todas as potencialidades do atual relacionamento.
As causas mais comuns:
- Falar de mais do seu passado, principalmente dando muita ênfase a momentos.
- Ter tido relações anteriores com pessoas muito mais novas ou mais atraentes.
- Manter ex parceiros(as) como contados na lista telefônica e redes sociais.
- Ter amizade com ex parceiros amorosos ou sexuais.
- Ser uma pessoa misteriosa sobre seu passado, onde quando o casal interage para se conhecerem melhor, um dos lados conta coisas pela metade, deixando sempre um ar de mistério, onde o ciumento retrospectivo acaba alimentando o seu imaginário, muitas vezes imaginando algo que não ocorreu exatamente como ele pensa.
- Usar celular e redes sociais de forma restrita ao parceiro amoroso, causando desconfiança.
- Ter tido um relacionamento ou ter tido relações sexuais com uma outra pessoa numa época em que já conhecia a(o) parceira(o) atual.

## Psicologia

### Características, personalidades e desajustes sociais
Os ciumentos retrospectivos avaliados por Ammanda Major, em geral são mal ajustados e infelizes com suas vidas, com uma alta taxa de desordens de ansiedade e forte probabilidade de sofrerem de depressão, são muito pessimistas e cínicos com o mundo e estão muito propensos a acreditar que ninguém se importa com eles, assim como tem mais dificuldades para se concentrarem. Os ciumentos retroativos tem diferenças significativas de comportamento em relação aos não ciumentos, são significativamente neuróticos e pouco extrovertidos pela avaliação feita, eles tinham um temperamento "melancólico". Os ciumentos comuns ou os não ciumentos tem certo otimismo em resolver seus problemas, enquanto os retrospectivos são pessimistas no tocante ao mesmo aspecto e também se mostraram muito cínicos com as pessoas e com o mundo em geral. As constantes imaginações sobre o passado do parceiro amoroso ou sexual faz dos ciumentos retrospectivos pessoas excessivamente solitárias e depressivas.

### Tratamento
Lidar com a síndrome de Rebeca pode ser difícil e ter sérias repercussões para a saúde do relacionamento do casal. Para tratá-lo, pode ser necessária intervenção psicológica tanto no nível do casal quanto do indivíduo no caso da pessoa afetada.
- Recomenda-se promover a comunicação em relação ao relacionamento atual, trabalhar as possíveis insatisfações que possam existir nele, fazer os dois aspectos positivos e ver por que eles estão juntos. Também será necessário avaliar se estão diante de uma comparação feita pela pessoa com a Síndrome unilateralmente ou se é seu parceiro sentimental, o ambiente ou o ex-parceiro que gera ativamente (uma vez que também é possível) a comparação. Também deve ser levado em consideração para não enfatizar as características dos relacionamentos passados ou detalhá-los em grande parte, pois isso pode facilitar as comparações, e especialmente se houver aspectos insatisfatórios no atual, isso não é visto como negar relacionamentos anteriores, apenas não entrar em muitos detalhes.[5][9]

- Independente de ser homem, mulher, jovem, idoso, hetero ou homossexual; qualquer pessoa pode sofrer da Síndrome de Rebeca;

- O passado não pode ser modificado e sofrer por algo que não pode controlar é doloroso e desperdício de tempo e energia; É necessário ter em mente que todas as pessoas possuem um passado. Essas experiências de vida foram importantes para tornar as pessoas que são hoje. Assim, o passado do seu parceiro serviu como estrada para levá-lo até a relação atual.

- Não usar as redes sociais como combustível para o ciúme, nem perder energia revisando perfis e repassando comentários e interações; É orientado que se trabalhe em prol do relacionamento, não contra ele. Quando se está com ciúme das experiências que o seu parceiro viveu com o ex no passado, é importante criar suas próprias memórias com ele, isto é, construir juntos uma nova história, no presente;

- Conversar sobre seus medos com seu parceiro. Fantasias precisam ser combatidas, não subestimadas, a comunicação é crucial;

- O ciúme, qualquer que seja o tipo, frequentemente está correlacionado com insegurança, baixa autoestima e dificuldades com vínculos. É importante procurar um psicólogo para aprender a lidar melhor com estas questões.

- As relações amorosas saudáveis são baseadas em transparência e em valores tais como respeito, sinceridade, compreensão e confiança. Importante valorizar esses pontos.
- Dissociar pensamentos da realidade. Reconhecer que os pensamentos de ciúme são apenas pensamentos, e que não devemos tratar pensamentos como se fossem realidade. Perceber que, eliminando esses pensamentos, eliminamos junto todo o ciúme e sofrimento.